# Annette Vissing-Jørgensen
Annette Vissing-Jørgensen er en dansk professor i økonomi ved Haas School of Business på University of California, Berkeley. Fra august 2021 er hun seniorrådgiver i afdelingen for pengepolitik i den amerikanske centralbank Federal Reserve i Washington.
Vissing-Jørgensens forskningsområde ligger indenfor finansiel økonomi med emner som prisfastsættelse af aktiver, entreprenørskab og husholdningernes finansieringsbeslutninger. Hun har bl.a. forsket i, hvordan udviklingen i aktieafkast påvirker amerikansk pengepolitik, og hvorvidt denne påvirkning er uhensigtsmæssig stor.

## Karriere
Annette Vissing-Jørgensen stammer fra Havndal ved Randers og er student fra Randers Statsskole.
Annette Vissing-Jørgensen blev bachelor i økonomi ved Aarhus Universitet i 1993, tog en master-grad ved University of Warwick i 1994 og en Ph.D.-grad ved Massachusetts Institute of Technology (MIT) i 1998. Titlen på hendes Ph.D.-afhandling var Limited Stock Market Participation. Hendes vejledere var de kendte økonomer Ricardo Caballero, Olivier Blanchard, Daron Acemoglu og James Poterba.
Hun var ansat som adjunkt ved University of Chicago 1998-2002 og som lektor ved Kellogg School of Management ved Northwestern University 2006-10. 2010-12 var hun professor samme sted. 2012-13 var hun "Visiting Professor of Finance" ved Haas School of Business, og siden 2013 har hun været professor sammesteds.
Annette Vissing-Jørgensen har forfattet en række forskningsartikler i økonomiske top-tidsskrifter som American Economic Review, Journal of Political Economy, Quarterly Journal of Economics og Journal of Finance.
I 2018 modtog hun Aarhus Universitets Rigmor og Carl Holst-Knudsens Videnskabspris, der uddeles årligt til topforskere, der har haft tilknytning til Aarhus Universitet.